# Diòcesi de Bata
La Diòcesi de Bata (en llatí:  Dioecesis Bataensis) és una de les seus de l'Església Catòlica a Guinea Equatorial, sufragània de l'arxidiòcesi de Malabo. Te l'església de Sant Jaume i la Mare de Déu del Pilar com a catedral.
El Vicariat Apostòlic de Río Muni es crea el 9 d'agost de 1965 pel despreniment de territori pertanyent al Vicariat Apostòlic de Fernando Poo (avui arxidiòcesi de Malabo). El 3 de maig de 1966, el papa va erigir la diòcesi. Perd part del seu territori en benefici de la diòcesi d'Ebebiyín quan aquesta es va crear el 25 d'octubre de 1982. La Diócesosi de Bata cobreix les províncies de Litoral i Centre Sud al costat de les illes de Corisco, Elobey Grande i Elobey Chico, Mbañe, i illots adjacents.

## Bisbes
- Rafael María Nze Abuy C.M.F. † (vicari apostòlic i bisbe: 9 d'agost de 1965 - 9 de maig 1974 i 26 de juny de 1980 - 21 d'octubre de 1982.
- Anacleto Sima Ngua (19 de novembre de 1982- 11 de maig de 2002)
- Juan Matogo Oyana un missionari claretià, (a partir de l'11 de maig de 2002)[3]